# Pierre-Théodule Fracheboud
Pierre-Théodule Fracheboud (* 31. August oder 1. September 1809 in Lessoc; † 14. Januar 1879 in Châtel-Saint-Denis; heimatberechtigt in Lessoc und Greyerz) war ein Schweizer Jurist und Politiker.

## Leben

### Familie
Pierre-Théodule Fracheboud war der Sohn des Landwirts Jean Fracheboud (15. April 1762 in Lessoc; † 9. Juni 1833 ebenda) und dessen Ehefrau  Anne Marie Madeleine Marguerite (geb. Combaz) (17. Februar 1776 in Montbovon; † 11. Oktober 1851 in Lessoc); er hatte noch vier Geschwister.
Er war verheiratet mit Mariette (geb. Genoud).

### Werdegang
Pierre-Théodule Fracheboud besuchte in Freiburg das Kollegium St. Michael und die Rechtsschule, aus der 1882 die juristische Fakultät der Universität Freiburg entstand.
1832 wurde er Amts- und Gerichtsschreiber in Châtel-Saint-Denis, und war von 1834 bis 1857 Notar; in dieser Zeit wurde er 1848 Gerichtspräsident von Bulle.
1853 hatte er den Vorsitz in der Gerichtsverhandlung gegen die Freiburger Aufständischen vom 21./22. April 1853. Zu diesem Aufstand war es gekommen, weil die Gesuche der Ultramontanen um Herstellung der Volksrechte durch die Bundesversammlung abgewiesen wurden. Daraufhin besetzten die Aufständischen unter der Führung von Oberst Ferdinand Perrier (1812–1882) die Kantonsschule, den höchstgelegenen Punkt der Stadt, wurden aber nach blutigem Kampf von der Bürgerwehr besiegt. In der darauffolgenden Gerichtsverhandlung wurden die Verhafteten zu Verbannungen zwischen fünf und dreissig Jahren verurteilt.
Er war, als Nachfolger von Jean-François-Marcellin Bussard, dessen ehemaliger Schüler er war, von 1853 bis 1877 als Hochschullehrer für Naturrecht an der Rechtsschule in Freiburg tätig, ihm folgte, nach seinem Rücktritt aus gesundheitlichen Gründen, 1878 Emile Perrier (1848–1924).
Von 1857 bis 1879 war er Richter und Präsident des Kantonsgerichts.
1864 sollte er als Bundesrichter der Nachfolger des verstorbenen Henri Ducrey (1805–1864) werden, die Wahl dann jedoch auf Alexis Allet.

### Politisches und gesellschaftliches Wirken
Pierre-Théodule Fracheboud war bis 1856 ein gemässigter Radikaler und schloss sich dann den Liberal-Konservativen an.
1853 wurde er in den Freiburger Grossrat gewählt, die Wahl wurde später jedoch für ungültig erklärt und er gab an, dass er die Wahl nicht annehme. Er war, nach einer erneuten Wahl, von Ende 1853 bis 1875 Freiburger Grossrat (1857 Vizepräsident, 1858 Vizepräsident, 1859 Präsident, 1860 Vizepräsident, 1861 Präsident, 1862 Präsident, 1863 Vizepräsident, 1864 Präsident, 1865 Vizepräsident, 1866 Präsident, 1867 Vizepräsident, 1868 Präsident, 1869 Vizepräsident, 1870 Präsident, 1871 Vizepräsident, 1872 Vizepräsident) sowie vom 9. Juni 1857 bis zum 1. Oktober 1863 Ständerat und vom 7. Dezember 1863 bis zum 1. Dezember 1872 Nationalrat, eine Wahl in den Freiburger Staatsrat lehnte er 1856 ab. Sein Nachfolger im Ständerat wurde Louis de Weck-Reynold.
1857 arbeitete er an der Redaktion der Verfassung des Kantons Freiburg mit und war 1865 Redaktor des Freiburger Strafgesetzbuches. 1868 war mit der Einführung des neuen Strafgesetzbuches auch die Verhängung der Todesstrafe wieder möglich, die Pierre-Théodule Fracheboud bereits 1862 befürwortete. Auch seine Vorschläge zu den Strafgesetzbuchartikel Verbreitung falscher Nachrichten und Gotteslästerung wurden vom Grossen Rat angenommen.
Er war Autor eines handschriftlichen Kommentars zum freiburgischen Zivilgesetzbuch.

## Schriften (Auswahl)
- Rapport de la commission chargée d’examiner le projet d’association des Compagnies des chemins de fer de la Suisse occidentale, le Franco-Suisse, l’Ouest-Suisse et Lausanne-Fribourg-Berne. Freiburg, 1864.
- Le tribunal cantonal au Grand Conseil du canton de Fribourg. 1866.